# Eduard Ludwig Alexander

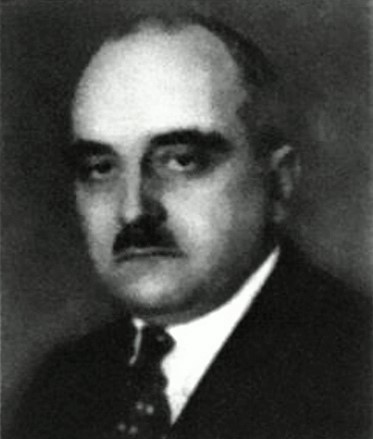
Eduard Ludwig Alexander

Eduard Ludwig Alexander, auch Eduard Louis Alexander oder Eduard Ludwig (* 14. März 1881 in Essen; † 1. März 1945), war ein deutscher Rechtsanwalt und Abgeordneter der KPD im Reichstag.

## Leben und Werdegang

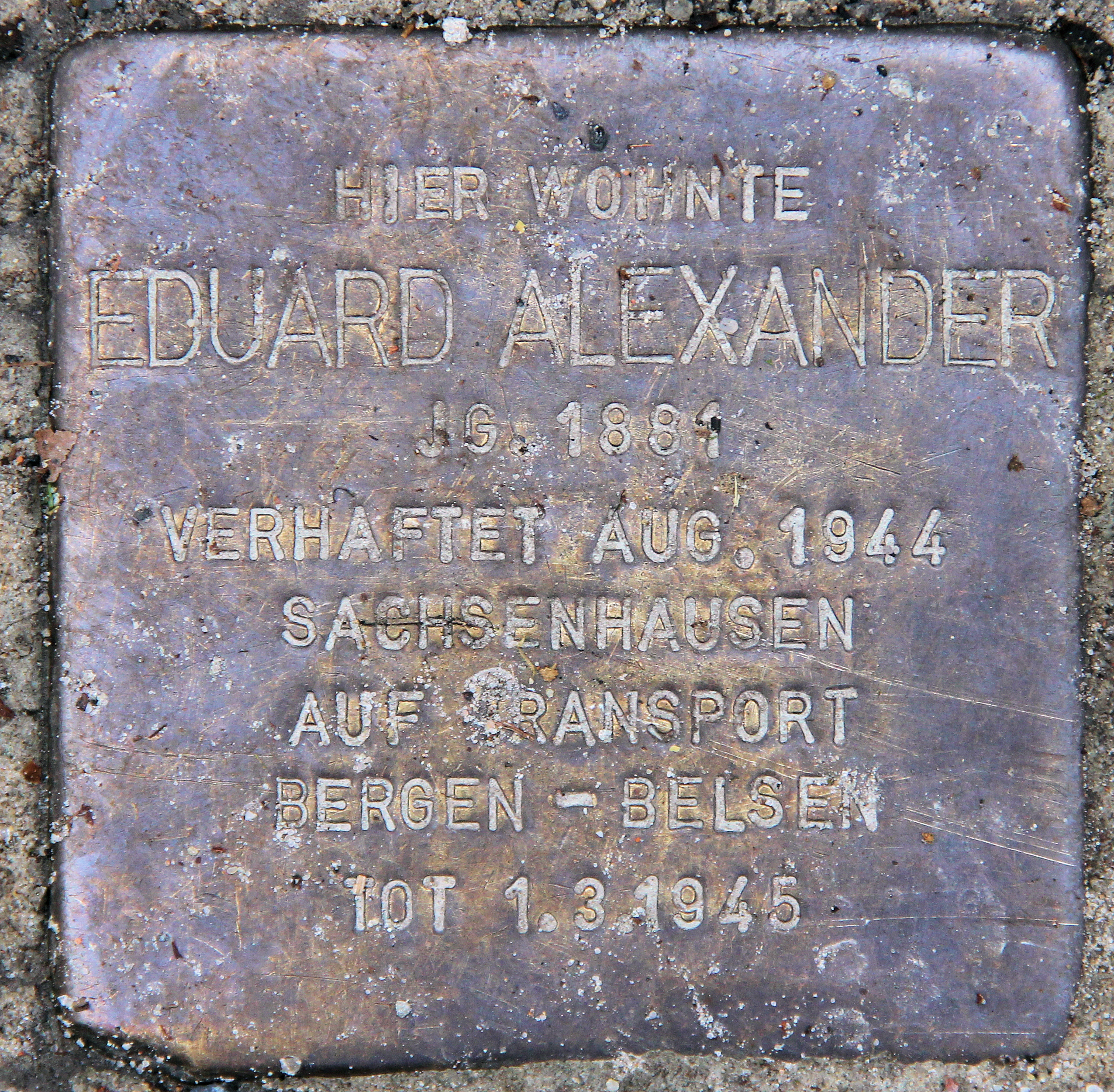
Stolperstein vor dem Haus, Cimbernstraße 13, in Berlin-Nikolassee

Eduard Ludwig Alexander wurde als Sohn des Kaufmanns Louis Alexander und seiner Frau Louise geboren und besuchte das Königliche Gymnasium am Burgplatz zu Essen, an dem er 1900 Abitur machte. Anschließend studierte er in Berlin an der Humboldt-Universität, Freiburg an der Albert-Ludwigs-Universität und Lausanne an der Université de Lausanne Jura und promovierte 1907 in Leipzig. Nach seinem Studium arbeitete er zunächst für eine Magdeburger Versicherung. Ab 1911 war Alexander in Berlin als Rechtsanwalt und Justitiar tätig und eröffnete eine Rechtsanwaltskanzlei. Im Spätsommer 1914 wurde er zum Kriegsdienst eingezogen. Seine starke Kurzsichtigkeit führte jedoch zur zeitnahen Ausmusterung.
Im Jahr 1917 war er an der Gründung des Spartakusbundes beteiligt und wurde wie seine Frau Gertrud Mitglied der Kommunistischen Partei Deutschlands, nachdem diese 1918/1919 gegründet worden war. Zwischen 1921 und 1925 war er Stadtverordneter in Berlin und unter dem Pseudonym Eduard Ludwig Leiter des Pressedienstes der KPD und Redakteur des Wirtschaftsteils der Roten Fahne. Im Mai 1928 wurde Alexander in den Reichstag gewählt und fungierte fortan als rechtspolitischer Sprecher der KPD-Fraktion. Er kam aber als ein sogenannter Versöhnler nicht über diese Wahlperiode hinaus. Pfingsten 1923 nahmen er und seine Frau an der Marxistischen Arbeitswoche zur Gründung des Frankfurter Instituts für Sozialforschung teil. 1927 war er Mitbegründer der Marxistischen Arbeiterschule (MASCH), an der unter anderem Hermann Duncker, Jürgen Kuczynski, Georg Lukács und Karl August Wittfogel unterrichteten.  
Im August 1931 wurde er in einer Stichwahl zum Bürgermeister der Stadt Boizenburg gewählt. Mit einer Mehrheit von 1752 Stimmen setzte er sich gegen den NSDAP-Kandidaten Max Zeitler (1898–1949) durch. Alexander konnte sein Amt jedoch nicht antreten, da die Wahl wegen vermeintlicher Formfehler für ungültig erklärt wurde. Die folgend angesetzte Neuwahl entschieden die Nationalsozialisten für sich. Er ging daraufhin zurück nach Berlin, um in der Rechtsanwaltskanzlei Loewenberg zu arbeiten. Zudem engagierte er sich fortan in der Roten Hilfe Deutschland.
1933 entzogen ihm die Nationalsozialisten wegen seiner jüdischen Abstammung die Zulassung als Rechtsanwalt und Notar. Seine Tätigkeit für die Rote Hilfe wurde ihm ebenso untersagt. Nach dem Berufsverbot übernahm er eine Tätigkeit als Schiedsmann für Handelsangelegenheiten in der Handelsvertretung der UdSSR, die er bis 1940 ausübte.
Am 22. August 1944 wurde Eduard Ludwig Alexander in der Aktion „Gitter“ von der Gestapo verhaftet und im KZ Sachsenhausen interniert. Auf dem Transport in das KZ Bergen-Belsen wurde er am 1. März 1945 ermordet.

## Familie
1902 lernte er Gertrud Gaudin (1882–1967) kennen, die damals in Berlin ein Kunststudium absolvierte. 1908 heirateten Eduard Ludwig Alexander und Gertrud Gaudin; die verheiratete Gertrud Alexander wurde später als kommunistische Politikerin, Autorin, Publizistin und Kulturkritikerin bekannt und siedelte 1925 mit ihren Kindern Karl (* 1912) und Susanne (* 1917) nach Moskau über. Die Ehe wurde 1928 geschieden.
Am 9. November 1929 heiratete Eduard Ludwig Alexander die Ärztin Maria Seyring (1895–1991) in Düsseldorf. Seine zweite Frau war ebenso eine überzeugte Kommunistin, die unter anderem für die Frauenbeilage der Roten Fahne schrieb. Aus der Ehe gingen drei Kinder hervor.

## Schriften
- Eduard Ludwig: Wandlungen im deutschen Außenhandel. In: Die Internationale – Zeitschrift für Praxis und Theorie des Marxismus Jahrgang 1922. Band 3. Verlag Neue Kritik, Frankfurt 1971, S. 88–94.
- Eduard Ludwig: Gold, Geld und Papier. Eine Entgegnung der Geldtheorie Vargas. In: Die Internationale – Zeitschrift für Praxis und Theorie des Marxismus Jahrgang 1923. Band 4. Verlag Neue Kritik, Frankfurt 1971, S. 329–344, S. 370–380 (Digitalisat).

## Gedenkkultur

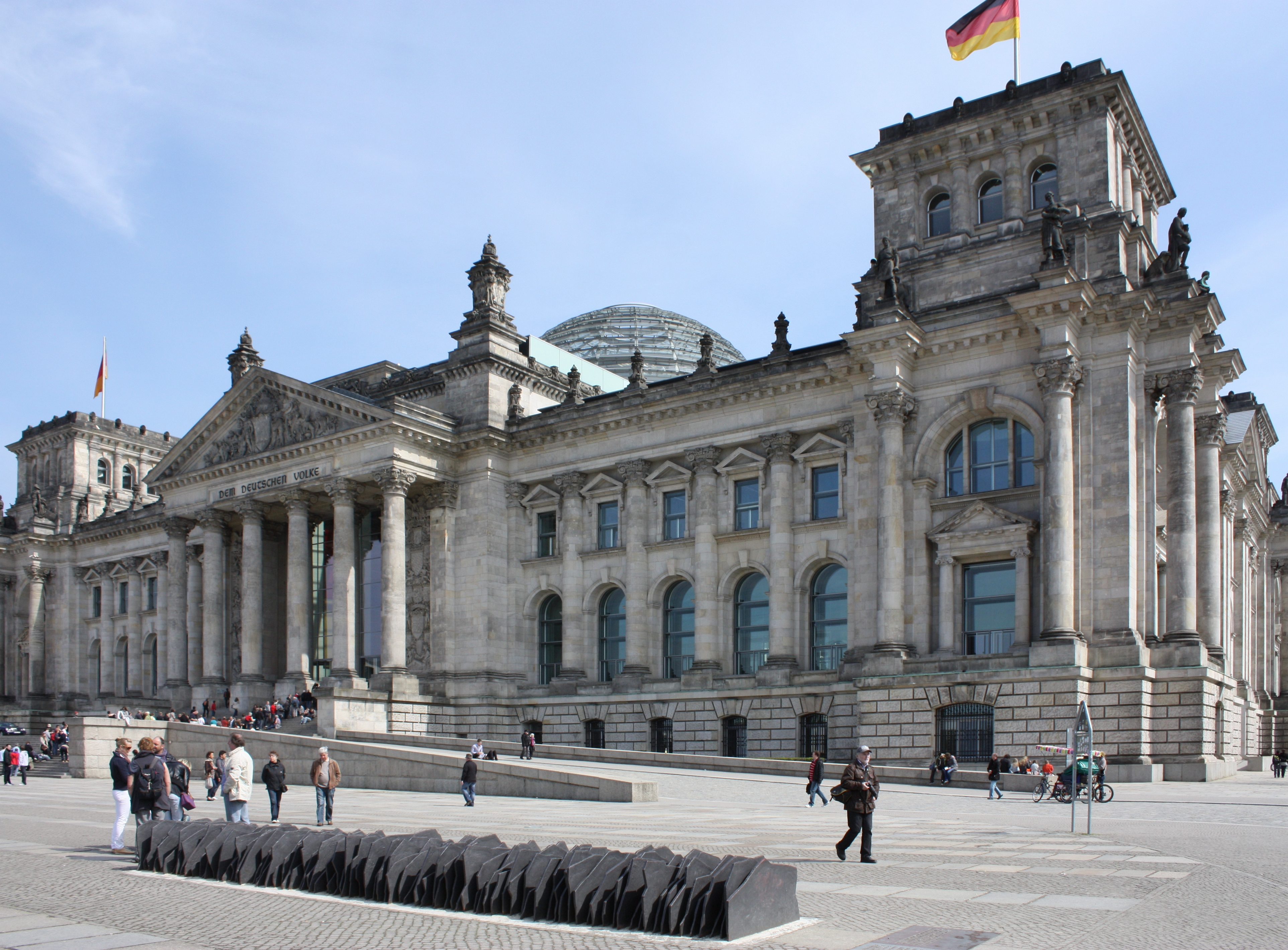
Gedenktafeln am Reichstag

In Berlin (Scheidemannstraße/Platz der Republik, Nähe Reichstag) erinnert seit 1992 eine der 96 Gedenktafeln für vom NS-Regime ermordete Reichstagsabgeordnete an Eduard Ludwig Alexander. Vor dem Haus in der Berliner Cimbernstraße Nr. 13 erinnert zudem ein Stolperstein an das Schicksal von Eduard Alexander.
Die Stadt Boizenburg errichtete zu Ehren von Eduard Ludwig Alexander auf dem Gelände des VVN-Mahnmals für die Opfer des Faschismus einen Gedenkstein. Anfang der 1980er Jahre wurde außerdem eine Straße (Dr. Alexander-Straße) nach ihm benannt.